# Шемалаково
Шемалаково (чув. Шӑмалак) — село в Яльчикском районе Чувашской Республики России. Входит в состав Лащ-Таябинского сельского поселения.

## География
Село находится в юго-восточной части Чувашии, в пределах Чувашского плато, в зоне хвойно-широколиственных лесов, на берегах реки Шемалачки, на расстоянии примерно 20 километров (по прямой) к юго-западу от села Яльчики, административного центра района. Абсолютная высота — 142 метра над уровнем моря.

### Климат
Климат характеризуется как умеренно континентальный, с продолжительной морозной зимой и тёплым летом. Среднегодовая температура воздуха — 3,1 °С. Средняя температура воздуха самого тёплого месяца (июля) — 18,7 °C (абсолютный максимум — 37 °C); самого холодного (января) — −12,3 °C (абсолютный минимум — −42 °C). Безморозный период длится около 142 дней. Среднегодовое количество атмосферных осадков составляет 530 мм, из которых большая часть выпадает в тёплый период. Снежный покров держится в течение 147 дней.

### Часовой пояс
Село Шемалаково, как и вся Чувашия, находится в часовой зоне МСК (московское время). Смещение применяемого времени относительно UTC составляет +3:00.

## История
Известна с 1723 года, когда в деревне было отмечено 16 дворов. Здесь было учтено: в 1795 году – 52 двора, 298 жителей, в 1869 – 421, в 1897 – 105 дворов, 648 человек, в 1926 – 192 двора, 1017 человек, в 1939 – 1295, в 1979 – 902. В 2002 году учтено 238 дворов, 2010 – 216  домохозяйств. В период коллективизации был образован колхоз «Вторая пятилетка», в 2010 году функционировал СХПК «Свобода». Действует Рождественская церковь (1903–36, с 1994).

## Население
| 2007 | 2010 | 2012 |
| ---- | ---- | ---- |
| 692  | ↘524 | ↗665 |

### Половой состав
По данным Всероссийской переписи населения 2010 года в гендерной структуре населения мужчины составляли 47,3 %, женщины — соответственно 52,7 %.

### Национальный состав
Согласно результатам переписи 2002 года, в национальной структуре населения чуваши составляли 99 % из 669 чел.